# شب دوازدهم

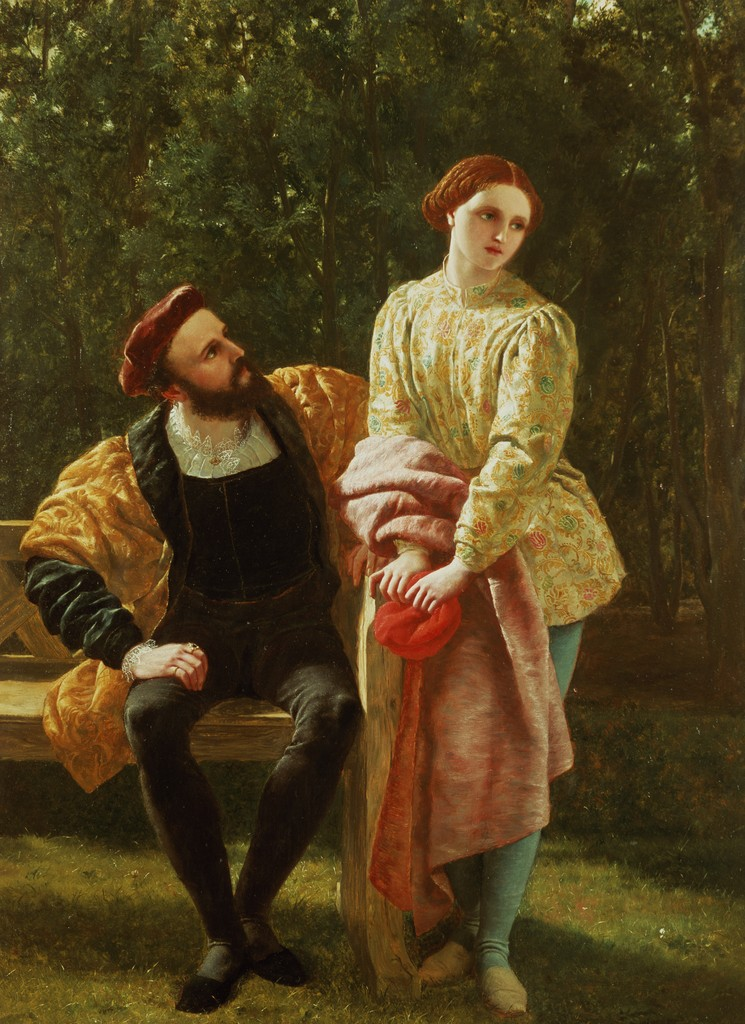
اورسینو و ویولا؛ اثر فردریک ریچارد پیکرسگیل

شب دوازدهم (به انگلیسی: Twelfth Night) یا هر چه تو بخواهی (به انگلیسی: What You Will)نمایشنامه‌ای کمدی اثر ویلیام شکسپیر است که در حدود سال‌های ۱۶۰۱–۱۵۹۹ نوشته شد و نخستین بار در ۲ فوریه ۱۶۰۲ به روی صحنه رفت.

## مآخذ نمایشنامه
طرح اصلی و نقش‌های ارسینو، الیویا، ویولا (سزاریو) و سباستین اقتباسی است از حکایت قدیمی آپولونیوس و سیلا که در رمان کوتاه باندلو به وسیله بارنابی ریچی و همچنین کتاب وداع با حرفه نظامی اوست (۱۵۸۱). مشابه آن یک کمدی ایتالیایی به نام فریب خورده (۱۵۳۷) بود که در کالج ملکه در کمبریج در سال ۱۵۹۰ و بار دیگر در سال ۱۵۹۸ به روی صحنه رفت.

## شخصیت‌های نمایش
این نمایش در پنج پرده تدوین شده و دارای چهارده شخصیت و تعدادی سیاهی لشکر است. شخصیت‌های اصلی نمایش عبارت اند از:
- اورسینو: دوک احساساتی ایلیریا، انسانی نیک.
- اولیویا: کنتسی ثروتمند، همسایه اورسینو، در نهایت زیبایی.
- ویولا: قاصد اورسینو؛ مخفی در لباس پسران و با نام واقعی سزاریو. (هرگز عشق را به زبان نمی‌آورد…)
- سباستین: برادر دوقلوی ویولا.
- سر توبی بلچ: دایی اولیویا که در خانه او لنگر انداخته.
- ماریا: ندیمه اولیویا، یک سوسک کوچولو ولی زنده دل.
- سر آندرو اگوچیک: شوالیه‌ای احمق.
- فست: دلقک اجازه سرخود اولیویا.
- مال ولیو
- فابیان
- آنتونیو
- یک کاپیتان
- والنتین
- کوریو
- لردها، یک کشیش، افسران، ملاحان، نوازندگان و خدمتکاران.

شخصیت صوفی (the Sophy) در این نمایش‌نامه به شاه عباس صفوی اشاره دارد.

### محل وقوع حوادث نمایشنامه
شهری در ایلیریا (کشوری باستانی در ساحل دریای آدریاتیک) و اسکله مجاور آن.

## خلاصه‌ای از نمایشنامه
اورسینیو دوک محبوب ایلیریا، از فرط سیری و پول و جاه با بازی کردن نقش افتادن در دام عشق؛ دل بیمار و روح احساساتی خود را تا سرحد حالت جذبه و نشوه برانگیخته‌است. معشوقه او البته کسی جز کنتس اولیویای زیبای شهر نیست، که قصری در همسایگی کاخ دوک دارد. اورسینو به منظور ابراز عشق و شروع خواستگاری پیام و هدیه‌ای توسط قاصد جدید خود، سزاریوی جوان، برای کنتس می‌فرستد. اما نمی‌داند سزاریو که به تازگی به خدمت او درآمده در واقع دختری در لباس پسران است با نام واقعی ویولا. او از روزهای اول دیدن دوک به عشق او دچار گشته و اکنون بیش از همیشه غم زده‌است. در سوی دیگر کنتس اولیویا نیز در قصر خود مانند دوک احساساتی برانگیخته دارد، ولی آکنده از اندوه و تاسف. کنتس زیبا به تازگی تنها برادر عزیزش را از دست داده و از پذیرفتن و ابراز عشق و حتی همدمی هر مردی خودداری می‌کند. اما این همه باعث نمی‌شود که در نخستین دیدار با قاصد دوک (ویولا در لباس مبدل) به دریای عشق پرتلاطم او نیفتد…

## سبک
مانند سایر نمایشنامه‌های شکسپیر، شب دوازدهم شامل آمیزه‌ای از نظم (شعر عروضی) و نثر است. سخنان، تک‌گویی و محاورات شخصیت‌های فرهیخته‌تر و از نظر اجتماعی بالاتر و همچنین تصنیف‌های لوده یا دلقک به نظم و محاورات دیگر شخصیت‌ها به نثر است. نسبت نثر به نظم در این نمایشنامه بیش از ۵۰ درصد است. شب دوازدهم از نمایشنامه‌های دوره میانی کار ویلیام شکسپیر محسوب می‌شود.

## نمونه‌ای از شب دوازدهم
| اورسینو: موسیقی اگر خوراکِ عشق است، بنواز |
| بنواز! مرا فزون ده از آن، شاید           |
| لبریز شود، فرونشیند این شوق.             |
| آن نغمه دوباره! با فرودی غمگین           |
| برگوشم وه گذشت خوش آهنگین                |
| چون زمزمهٔ نسیمِ سحرآمیزی                  |
| برخاسته از بنفشه‌زارِ لبِ جوی               |
| خیزان و معطر. آه! دیگر کافیست            |
| آنگونه که می‌بود دگر شیرین نیست.          |

## ترجمهٔ فارسی
از شب دوازدهم ترجمه‌هایی به فارسی در دست است از جمله:
۱- شب دوازدهم، نوشته ویلیام شکسپیر، ترجمه افضل وثوقی (تهران: انتشارات رادیو و تلویزیون ملی ایران، ۱۳۵۴)
۲- شب دوازدهم، نوشته ویلیام شکسپیر، ترجمه حمید الیاسی (تهران: انتشارات روشنگران و مطالعات زنان، ۱۳۶۸ و ۱۳۹۰) [این ترجمه در انطباق با ساختار اثر اصلی، شعر به شعر و نثر به نثر است].